# Горбуново (Пермский район)
Горбуново — деревня в Пермском районе Пермского края. Входит в состав Лобановского сельского поселения.

## География
Деревня расположена на реке Мулянка, примерно в 5 км к юго-востоку от административного центра поселения, села Лобаново. Железнодорожная станция Горбуново.

## Население
| 2010 |
| ---- |
| 191  |

## Улицы[2]
- 1461 км
- Зеленая ул.
- Кедровая ул.
- Крохалева ул.
- Набережная ул.
- Садовая ул.
- Садовый пер.
- Сосновая ул.
- Центральная ул.
- Школьная ул.

## Топографические карты
- Лист карты O-40-77 Юг. Масштаб: 1 : 100 000. Состояние местности на 1983 год. Издание 1985 г.